# Niño de la llave

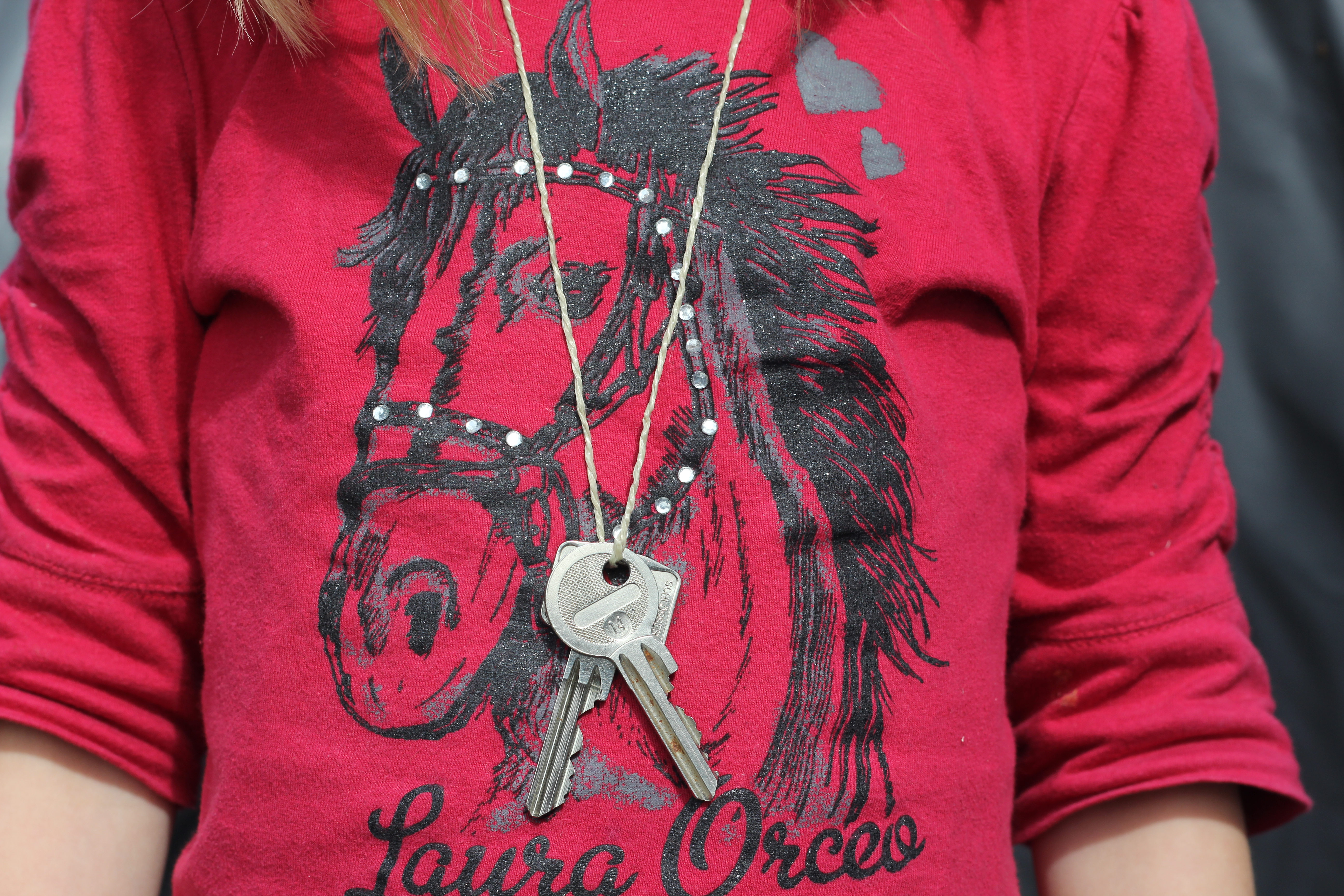
Un niño con las llaves de su casa colgando del cuello

Un niño de la llave es un niño que regresa a casa —estando esta vacía— después del colegio, o un niño que a menudo se queda en casa sin supervisión, porque sus padres están fuera trabajando. El término se refiere a niños a partir de cinco años que se cuidan a sí mismos o niños mayores que supervisan a sus hermanos menores.

## Historia del término
El término se refiere a la llave de la puerta de una casa. La llave a menudo se cuelga alrededor del cuello del niño o se deja escondida bajo un tapete (o algún otro objeto) en la puerta de la propiedad. El término parece que apareció por primera vez en un programa de radio de la CBC llamado Discussion Club – Topic: How War Affects Canadian Children en 1942, debido al fenómeno de los niños que se quedaban solos en casa durante la Segunda Guerra Mundial, cuando el padre se alistaba en las fuerzas armadas y la madre necesitaba conseguir un trabajo. Dado que todos los participantes en el programa estaban familiarizados con el término y aludían a que era de uso coloquial, es probable que sea anterior a 1942. En general, el término designa «a aquellos niños de entre cinco y trece años que se cuidan a sí mismos después de la jornada escolar hasta que sus padres o tutores regresan a casa».
Más específicamente para sus propósitos, la biblioteca pública de San Marino ha definido un Niño de la llave de la biblioteca como aquel que, regularmente, es requerido por sus padres o tutores para permanecer en la biblioteca pública por largos periodos de tiempo después de la escuela en lugar de la guardería. Regularmente se define como tres o más días a la semana. Largo periodo se define como dos o más horas por día.
El término niño de la llave se hizo común en los años setenta y ochenta para describir a los miembros de la generación X, quienes, según un estudio de 2004, «pasaron sus años formativos de gran importancia como una de las generaciones menos cuidadas y con menos padres de la historia de Estados Unidos». Estos niños fueron frecuentes durante esa época como resultado del aumento de las tasas de divorcio y el aumento de la incorporación materna al mercado laboral, en un momento en que las opciones de cuidado de los niños fuera del hogar estaban ampliamente disponibles. Estos niños, llamados huérfanos de día en el documental de 1984, To Save Our Children to Save Our Schools, provenían principalmente de hogares de clase media o alta. Cuanto más alto era el nivel educativo de los padres, más probabilidades había de que los niños de esa época fueran niños de la llave.

## Efectos en los niños
Los efectos de ser un niño de la llave difieren con la edad. La soledad, el aburrimiento y el miedo son más comunes en los menores de 10 años. En los primeros años de la adolescencia, hay una mayor susceptibilidad a la presión de los compañeros, lo que puede dar lugar a conductas como el abuso de alcohol, el abuso de drogas, la promiscuidad sexual y el tabaquismo. Estos comportamientos pueden derivar de «energía no gastada, presión de los compañeros para que se comporten mal, u hostilidad debido a la falta de atención adulta apropiada». Sin embargo, algunos niños experimentan efectos positivos, como el desarrollo temprano de la autosuficiencia, la adaptación a situaciones difíciles y el deseo de contribuir a una necesidad visible en el hogar.
La situación socioeconómica y el tiempo que se deja solo pueden producir otros efectos negativos. En un estudio, los estudiantes de enseñanza secundaria que se quedaban solos en casa durante más de tres horas al día presentaban niveles más altos de problemas de comportamiento, índices más altos de depresión y niveles más bajos de autoestima que otros estudiantes.
Los niños de familias de bajos ingresos están asociados a mayores problemas de externalización (como los trastornos de la conducta y la hiperactividad) y problemas académicos. Esta asociación era más débil entre los niños de familias de ingresos medios en comparación con sus pares. En 2000, un estudio alemán de PISA no encontró diferencias significativas en el rendimiento escolar entre los niños de la llave y los niños de una familia nuclear.
Los efectos positivos de ser un niño de la llave incluyen la independencia y la autosuficiencia a una edad temprana. Deborah Belle, autora de The After-School Lives of Children: Alone and with Others While Parents Work, sugiere que quedarse solo en casa puede ser una alternativa mejor a quedarse con niñeras o hermanos mayores.

## Cuestiones legales
La legalidad del tiempo a solas de los niños de la llave varía según el país, el estado y el área local. En Estados Unidos, las leyes estatales y locales no suelen especificar ninguna edad concreta de menos de 18 años en la que se pueda dejar legalmente a un niño sin supervisión. Sin embargo, algunos estados tienen restricciones específicas de edad.
Los padres pueden ser responsabilizados por las organizaciones de servicios de protección de la infancia o las fuerzas del orden si los niños resultan dañados mientras se les deja sin supervisión si, en opinión de la agencia, la edad de los niños u otras consideraciones hacen que esa elección sea inapropiada. Las cuestiones jurídicas también siguen siendo una preocupación importante para quienes trabajan en las bibliotecas. Les preocupa la posible responsabilidad en caso de que un niño desatendido resulte herido, sea objeto de abusos sexuales o sea secuestrado mientras se encuentra en el establecimiento. Esta cuestión se vuelve crítica, especialmente a la hora de cerrar, cuando «los padres que llegan tarde a recoger a sus hijos también crean problemas de seguridad y posiblemente legales».